# Enclos des Décormis
L'enclos des Décormis est un immeuble situé à Aix-en-Provence, dans le quartier des Fenouillères. 

## Histoire
Le monument fait l'objet d'une inscription au titre des monuments historiques depuis 1942.